# C.A.J. Coady
Pour les articles homonymes, voir Coady (homonymie).
C. A. J. (Tony) Coady est un philosophe australien né le 18 avril 1936. 
Ses champs de recherche sont l'épistémologie ainsi que la philosophie politique et appliquée. Ses travaux les plus connus concernent les problèmes épistémologiques liés au témoignage. Il contribue en plus de son travail académique au débat public sur des thèmes concernant les dimensions éthiques et philosophiques des affaires courantes.
Professeur de philosophie à l'Université de Melbourne, il a été directeur du Center for Philosophy and Public Issues et « deputy director » du Center for Applied Philosophy and Public Ethics (CAPPE) et a été à la tête de sa division à l'Université de Melbourne. Il a donné en 2005 les Uehiro Lectures on Practical Ethics à l'université d'Oxford. Sa publication la plus récente est Morality and Political Violence  (ISBN 9780521705486).

## Publications
- Testimony : a Philosophical Study, Oxford University Press, 1992  (ISBN 0198247869).
- 2000 : Why universities matter: A conversation about values, means and directions, Allen & Unwin